# Harald-Otto Mors
Harald-Otto Mors (Alessandria d'Egitto, 18 novembre 1910 – Berg am See, 11 febbraio 2001) è stato un militare tedesco.

## Famiglia
Il padre Robert è prefetto della Gendarmeria del Chedivè d'Egitto quando scoppia la prima guerra mondiale e la madre, originaria di Losanna, per evitare l'internamento si trasferisce con la famiglia in Svizzera. I Mors provengono dal Baden e dal XVII secolo hanno dato alla Germania Ufficiali, avvocati e funzionari dello Stato. Nel 1922 i Mors si trasferiscono a Berlino.

## Carriera

### Prima del 1945 (Reichswehr e Wehrmacht)
Harald a 18 anni compie i primi voli con gli alianti ed entra nella Reichswehr come Allievo Ufficiale, quindi torna nella truppa e frequenta la Scuola di Guerra di Dresda. Nel 1934 è Tenente della Lufthansa e l'anno successivo della Luftwaffe. Ma in famiglia il nazismo non ha attecchito: il padre Robert finisce nel mirino della Gestapo e lo stesso Harald viene definito politicamente inaffidabile e la sua promozione a Capitano è bloccata.
Nel 1940 è pilota da caccia e da bombardamento ma, dichiarato inabile ai voli d'alta quota, si arruola nei Paracadutisti. Partecipa alla presa di Creta, diventa Comandante di Battaglione della 2ª Divisione e combatte sul Fronte Orientale, in Russia.
Nel 1943, ormai Maggiore e pluridecorato, è trasferito in Italia alla testa del Lehr-Bataillon per rilevare il Maggiore Harry Herrmann, malato. Nel settembre del 1943 si trova schierato col suo Battaglione presso il lago di Nemi. Il 9 settembre dello stesso anno viene attivato per disarmare ad Albano Laziale presso Villa Doria l'intera Divisione italiana Piacenza, missione coronata da successo. Il giorno 12 settembre ritorna in linea per ordine del Generale Kurt Student per portare a compimento l'Operazione Quercia.
Contrariamente a quanto sostenuto da Annusek, che riprende acriticamente le inaffidabili e fantasiose memorie del capitano SS Otto Skorzeny, il Maggiore Mors non comandò affatto il solo Reparto secondario che occupò la stazione della funivia di Assergi per l'impresa della liberazione di Mussolini, ma fu l'ideatore del piano d'assalto a Campo Imperatore e il Comandante responsabile dell'intero Reparto protagonista dell'impresa, quindi sia dell'assalto della Compagnia Aviotrasportata del Tenente Berlepsch sia delle Compagnie terrestri.
Rientrato alla Base presso il lago di Nemi, il 26 settembre 1943 viene insignito dal Generale Student della Medaglia d’Oro dell'Ordine Militare della Croce Tedesca. Altre decorazioni furono appuntate dal Generale sul petto dei Fallschirmjäger che si erano distinti in azione.
È Ufficiale di Stato Maggiore della 2ª Divisione fino a gennaio del 1944, quando viene trasferito sul Fronte russo. Verso la fine della guerra è nominato Ispettore Capo della Scuola Ufficiali Paracadutisti di Goslar.
Nel marzo 1945 è Ufficiale di Stato Maggiore della 3ª Divisione Paracadutisti. Viene fatto prigioniero nella sacca della Ruhr e nel settembre dello stesso anno viene liberato.

### Nel dopoguerra (Bundeswehr e Nato)
Per alcuni anni vive facendo il maestro di ballo a Ulma, ma, non appena viene ricostituita la Bundeswehr, torna in servizio. Nel 1956 è assegnato all'Intelligence della NATO. Nel 1961 è promosso colonnello e il suo ultimo incarico è a Madrid. Si congeda nel 1965, ritirandosi nella sua casa sul lago di Starnberg e scrivendo la storia della sua famiglia, dal capostipite al padre Robert. Il suo unico accenno alla liberazione di Mussolini è un rapporto degli anni cinquanta che i servizi segreti americani hanno accertato essere la reale narrazione dei fatti e il puntuale racconto degli eventi, con i ruoli effettivi dei personaggi che vi hanno preso parte.